# Adela Helić
Adela Helić, cyr. Адела Хелић (ur. 24 lutego 1990) – serbska siatkarka, grająca na pozycji atakującej.

## Sukcesy klubowe
Liga serbska:
- 2010, 2012, 2013, 2014
- 2015

Puchar Serbii:
- 2014[3]

Liga polska:
- 2017

Liga francuska:
- 2019

Liga niemiecka:
- 2022[4]

Superpuchar Serbii:
- 2022[5]

## Nagrody indywidualne
- 2014: MVP Pucharu Serbii[6]